# オクタゴナル
オクタゴナル (Octagonal) は、ニュージーランド産の競走馬、種牡馬。オーストラリアでG1競走を通算10勝、種牡馬としても活躍し、1990年代のオーストラリア競馬を代表する名馬に数えられる。1995/1996年シーズン・オーストラリア年度代表馬。
馬名は英語で「八角形の」を意味する形容詞。愛称は「ビッグ・オー (Big O) 」、「オッキー (Occy) 」。

## 経歴
2歳の夏に当たる1994年12月に競走馬としてデビューし、初戦勝利を挙げる。2歳時はサイアーズプロデュースステークス (G1) など5戦3勝、2着2回という非凡な成績を残し、最優秀2歳牡馬に選出される。3歳以降に成長を遂げるとされるザビール産駒の中では、例外的に早期から活躍を見せた。
明け3歳シーズン当初は、しばらく勝ったり負けたりを繰り返し順調さを欠いたが、5戦目に出走したオーストラリア最強馬決定戦・コックスプレートで古馬を破ってレコードタイムで優勝する。ここから一気に調子を上げ、続くG1二連戦こそ僅差の2着に敗れたが、続くシドニー三冠戦のカンタベリーギニー、ローズヒルギニー、そして最後のオーストラリアンダービーはレースレコードで制覇し、シドニー三冠を達成。ローズヒルギニーとオーストラリアンダービーの間に挟んだメルセデスクラシックも優勝しており、わずか5週間で4つのG1競走に優勝するという快進撃を見せた。これらの成績により、オクタゴナルはこのシーズンの年度代表馬と、最優秀3歳牡馬を受賞した。
最後の競走シーズンとなった4歳時は、春先は不調だったが秋口から再び調子を上げ、GIIアポロステークス2着を経てチッピングノートンステークス、オーストラリアンカップ、メルセデスクラシックとG1競走3連勝を果たし健在を示した。そしてその次走のクイーンエリザベスステークス (G1) 2着を最後に競走馬を引退、種牡馬となった。引退に際しては地元シドニーのみならず、全豪各地で引退式が執り行われた。

### 種牡馬成績
ウッドランズスタッド傘下のデンマンスタッドで種牡馬入り。初年度産駒から 2003/2004年シーズンのオーストラリア年度代表馬ロンロを送り出し、父子二代での年度代表馬受賞を果たした。また、オセアニアを代表する種牡馬とされながら、その血が北半球に渡ることが極端に少なかった父・ザビールに代わってシャトル種牡馬となり、2001年にフランスへと派遣される。すると同地で生まれた産駒の中からレイヴロック (Laverock) がイスパーン賞とイタリアのジョッキークラブ大賞を制し、父の系統から初のヨーロッパG1競走制覇も果たしている。
ただし、オーストラリアのリーディングサイアーランキングはロンロが活躍した2シーズンにベストテン入りしたのが最高と、総合的には期待を下回る種牡馬成績であった。2008年にウッドランズスタッドがダーレーグループに買収されると、間もなくグループ傘下のツイーンヒルズスタッドに移動。英ダービー馬クエストフォーフェイムとともに繋養されている。

## 年度別競走成績
- 2歳-5戦3勝（サイアーズプロデュースステークス・G1、トドマンスリッパートライアルステークス・G2）
  - オーストラリア最優秀2歳牡馬
- 3歳-11戦7勝（コックスプレート・G1、カンタベリーギニー・G1、ローズヒルギニー・G1、オーストラリアンダービー・G1、メルセデスクラシック・G1、スタンフォックスステークス・G3）
  - オーストラリア年度代表馬、最優秀3歳牡馬
- 4歳-12戦4勝（アンダーウッドステークス・G1、チッピングノートンステークス・G1、オーストラリアンカップ・G1、メルセデスクラシック・G1）

## 主な産駒
※G1競走優勝馬のみ記載。
- Lonhro（1998年産 G1競走11勝：詳細は同馬の項を参照）
- Suntagonal（1999年産 プレミアズチャンピオンステークスなど重賞2勝）
- Niello（2000年産 スプリングチャンピオンステークス、カンタベリーギニー、ローズヒルギニーなど重賞4勝）
- Laverock（2002年産 イスパーン賞、ジョッキークラブ賞など重賞3勝）

## 血統表
| オクタゴナルの血統                   | オクタゴナルの血統                         | オクタゴナルの血統 | （血統表の出典）   | （血統表の出典） |
| 父系                                 | サートリストラム系                         | サートリストラム系 | サートリストラム系 | [ § 2 ]          |
| 父 Zabeel 1986 鹿毛 ニュージーランド | 父の父Sir Tristram 1971 鹿毛 アイルランド  | Sir Ivor           | Sir Gaylord        | Sir Gaylord      |
| 父 Zabeel 1986 鹿毛 ニュージーランド | 父の父Sir Tristram 1971 鹿毛 アイルランド  | Sir Ivor           | Attica             |                  |
| 父 Zabeel 1986 鹿毛 ニュージーランド | 父の父Sir Tristram 1971 鹿毛 アイルランド  | Isolt              | Round Table        | Round Table      |
| 父 Zabeel 1986 鹿毛 ニュージーランド | 父の父Sir Tristram 1971 鹿毛 アイルランド  | Isolt              | All My Eye         |                  |
| 父 Zabeel 1986 鹿毛 ニュージーランド | 父の母Lady Giselle 1982 鹿毛 フランス      | Nureyev            | Northern Dancer    | Northern Dancer  |
| 父 Zabeel 1986 鹿毛 ニュージーランド | 父の母Lady Giselle 1982 鹿毛 フランス      | Nureyev            | Special            |                  |
| 父 Zabeel 1986 鹿毛 ニュージーランド | 父の母Lady Giselle 1982 鹿毛 フランス      | Valderna           | Val de Loir        | Val de Loir      |
| 父 Zabeel 1986 鹿毛 ニュージーランド | 父の母Lady Giselle 1982 鹿毛 フランス      | Valderna           | Derna              |                  |
| 母 Eight Carat 1975 青鹿毛 イギリス  | 母の父Pieces of Eight 1963 黒鹿毛 イギリス | Relic              | War Relic          | War Relic        |
| 母 Eight Carat 1975 青鹿毛 イギリス  | 母の父Pieces of Eight 1963 黒鹿毛 イギリス | Relic              | Bridal Colors      |                  |
| 母 Eight Carat 1975 青鹿毛 イギリス  | 母の父Pieces of Eight 1963 黒鹿毛 イギリス | Baby Doll          | Dante              | Dante            |
| 母 Eight Carat 1975 青鹿毛 イギリス  | 母の父Pieces of Eight 1963 黒鹿毛 イギリス | Baby Doll          | Bebe Grande        |                  |
| 母 Eight Carat 1975 青鹿毛 イギリス  | 母の母Klairessa 1969 黒鹿毛 イギリス       | Klairon            | Clarion            | Clarion          |
| 母 Eight Carat 1975 青鹿毛 イギリス  | 母の母Klairessa 1969 黒鹿毛 イギリス       | Klairon            | Kalmia             |                  |
| 母 Eight Carat 1975 青鹿毛 イギリス  | 母の母Klairessa 1969 黒鹿毛 イギリス       | Courtessa          | Supreme Court      | Supreme Court    |
| 母 Eight Carat 1975 青鹿毛 イギリス  | 母の母Klairessa 1969 黒鹿毛 イギリス       | Courtessa          | Tessa Gillian      |                  |
| 母系(F-No.)                          | (FN:9-c)                                   | (FN:9-c)           | (FN:9-c)           | [ § 3 ]          |
| 5代内の近親交配                      | Nearco 5･5（母内）                         | Nearco 5･5（母内） | Nearco 5･5（母内） | [ § 4 ]          |
| 出典                                 | 1. 2. 3. 4.                                | 1. 2. 3. 4.        | 1. 2. 3. 4.        | 1. 2. 3. 4.      |

### 血統
半兄にサイアーズプロデュースステークスなど重賞5勝のカープスタッド（Kaapstad:父Sir Tristram）、半姉にキャプテンクックステークス (G1) など重賞3勝のマルキース（Marquise:父Gold and Ivory）、1歳下の全弟にG1競走3勝を挙げているムーアワッド (Mouawad) がいる。オクタゴナルとムーアワッドの活躍期間中、母エイトキャラットは1997年から3シーズン連続でニュージーランドの最優秀繁殖牝馬に選出されている。その半弟にジュライカップ、キングズスタンドステークスなどの優勝馬ハビビ (Habitbi) 。父ザビールは前述のとおり1990年代の南半球を代表する種牡馬であり、オクタゴナルは当時のオセアニアで最高クラスの良血馬だった。
母系は20世紀の大繁殖牝馬・ムムタズマハル (Mumtaz Mahal) の直系であり、4代母テッサギランはプリンスオブウェールズステークスなどの優勝馬。その全兄にロイヤルチャージャー (Royal Charger) がおり、叔父には競馬にスピード革命をもたらしたとされる種牡馬ナスルーラ (Nasrullah) がいる。